# ンブール
ンブール (Mbour) はセネガルのティエス州ンブール県にある都市。同県の県庁所在地。プティット・コートにあり、ダカールからは南方に約80kmである。人口は153,503人 (2002年センサス)。

## 経済
ンブールはチタンの採掘により発展、主要産業は採鉱、漁業、落花生加工などである。
ンブール港は、ダカールに次ぐセネガル第二の貿易港である。

## 交通
ダカールとは国道N1号で通じている。

## 姉妹都市
- コンカルノー、フランス 1974年

## 出身者
- ムッサ・コナテ (サッカー選手)：サッカー選手
- ヴィヴィアン・ンドゥール：歌手